# Octavie Van Gillewe
Octavie Van Gillewe (Zarren, 3 november 1836 – Kortrijk, 12 mei 1891), beter gekend als Moeder Stanislas, was een Belgische kloosteroverste en schooldirectrice die een belangrijke rol speelde bij de ontwikkeling van het volksonderwijs in de Kortrijkse wijk Overleie tijdens het laatste kwart van de negentiende eeuw.

## Levensloop
Octavie Van Gillewe werd geboren te Zarren op 3 november 1836 als de dochter van herbergier Carolus Van Gillewe en Barbara Constantia Tuytten. Ze trad in bij de Zusters van Liefde te Heule in 1857 en werd geprofest in 1859. Haar kloosternaam Marie-Stanislas is een verwijzing naar de heilige Stanislas Kostka. Op 19 augustus 1871 werd ze aangesteld als overste van het bijhuis in de Kortrijkse wijk Overleie, het Klooster van Sint-Jansput op de Sint-Elooisparochie en de bijhorende scholen. Ze bleef de gemeenschap leiden tot haar vroege dood op 12 mei 1891.

### Uitbouw van het klooster en de scholen van Sint-Jansput
De deelgemeente Overleie tussen Kortrijk en Heule was in volle expansie in de tweede helft van de negentiende eeuw. In 1871 namen de zusters van Liefde van Heule op vraag van deken Ferdinand Van de Putte een verkommerde lagere school voor meisjes over. Er was ook avond- en zondagsonderwijs. De locatie werd in de volksmond Sint-Jansput genoemd. In 1877 werd de Sint-Elooisparochie opgericht. Leo Van de Walle werd er pastoor en meteen ook geestelijk begeleider van het klooster en de school, tot zijn vertrek in 1891. Vanaf 1889 was ook Camiel Bruloot betrokken bij de werking van de avondschool als leraar van het Sint-Amandscollege te Kortrijk. In 1878 werd een betalende Franse school toegevoegd onder leiding van Florence Gezelle, bedoeld om het gratis volksonderwijs te financieren. Van Gillewe was de drijvende kracht achter de groei van de school en de relaties met de omgeving. Ze was actief in de schoolstrijd (1879-1884) en was van groot belang voor het volksonderwijs en de ondersteuning van grote en kansarme gezinnen in de volkswijk. In 1888 telde de school 1100 leerlingen en 16 zusters.

## Culturele betekenis
Het stimuleren van de Vlaamse volkstaal past in het sociaal-educatieve streven van Octavie van Gillewe. Hiervoor betrok ze de Kortrijkse onderpastoor en Vlaamse dichter Guido Gezelle bij de werking van haar scholen. Op haar vraag maakte hij vele gelegenheidsgedichten voor prijsuitreikingen en feesten voor de priesters die de scholen en de patronaatswerking begeleidden. Hij werkte ook mee aan toneelstukjes die door de kinderen werden opgevoerd. Jaarlijks dichtte hij een gelegenheidsvers voor haar naamfeest. In 1884 schreef hij het gedicht Jubilé was rust te zeggen voor haar vijfentwintigjarig jubileum. Ook het gedicht op haar bidprentje was van zijn hand. Alles samen ging het om twintigtal gedichten, die Moeder Stanislas zorgvuldig in een album bewaarde. Samen vormen ze een kroniek van Sint-Jansput. Ook Gezelles zuster Florence was er actief als zuster in de congregatie. Stijn Streuvels beschrijft hoe hij bij zijn tante en de zusters Sinterklaas vierde en een warme opvang kreeg als zijn moeder boodschappen deed. Moeder Stanislas noemde hij een kalme, geduldige en goedgezinde non.